# 奥克尔河畔圣马丁
奥克尔河畔圣马丹（法語：Saint-Martin-sur-Ocre，法語發音：[sɛ̃ maʁtɛ̃ syʁ ɔkʁ]）是法国勃艮第-弗朗什-孔泰大区约讷省的一个旧市镇，属于欧塞尔区。2016年1月1日，奥克尔河畔圣马丹和相邻的圣欧班新堡合并为新市镇勒瓦勒多克尔（Le Val d'Ocre）。

## 地理
奥克尔河畔圣马丹（47°48'29"N, 3°19'29"E）面积4.58 平方千米，位于法国勃艮第-弗朗什-孔泰大區约讷省，该省份为法国中北部内陆省份，西接卢瓦雷省，西北接塞纳-马恩省，南至涅夫勒省，东临科多尔省，东北与奥布省接壤。
与奥克尔河畔圣马丹接壤的市镇（或旧市镇、城区）包括：圣欧班新堡、埃格勒尼、梅里拉瓦莱、勒瓦勒多克尔、圣莫里斯勒维埃耶。
奥克尔河畔圣马丹的时区为UTC+01:00、UTC+02:00（夏令时）。

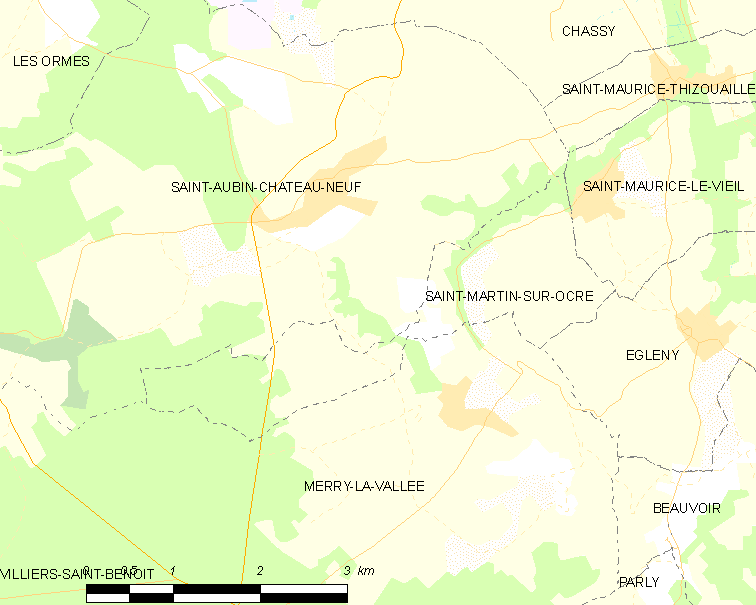
奥克尔河畔圣马丹的OSM定位图

## 行政
奥克尔河畔圣马丹的邮政编码为89110，INSEE市镇编码为89356。

## 政治
奥克尔河畔圣马丹所属的省级选区为沙尔尼-奥雷德皮赛县。

## 人口

1962-2008年间奥克尔河畔圣马丹人口变化图示

奥克尔河畔圣马丹于2018年1月1日时的人口数量为52人。